# Tadotsu (Kagawa)
Tadotsu (jap. 多度津町 Tadotsu-chō) – miasto w Japonii, na wyspie Sikoku, w prefekturze Kagawa. Według danych na rok 2020 miejscowość zamieszkiwało 22 445 mieszkańców , a gęstość zaludnienia wyniosła 920,3 os./km².

Położenie Tadotsu w obrębie prefektury Kagawa

Na terenie miasta znajduje się jedna ze stoczni koncernu Tsuneishi.

## Miasta sąsiadujące
- Marugame
- Mitoyo
- Zentsūji